# Lapinlax
Lapinlax eller Lapinlahti (finska: Lapinlahti) är en kommun i landskapet Norra Savolax i Finland. Lapinlax har 9 247 invånare och har en yta på 1 245,14 km².
Grannkommuner är Idensalmi, Kuopio, Rautavaara, Siilinjärvi och Sonkajärvi.
Lapinlax är enspråkigt finskt.
Lapinlax grundades år 1874. Kommunen ligger 60 km norr om Kuopio och 24 km söder om Idensalmi. Dessa främsta trafikleder är riksväg 5 som går genom kommunen i nord-sydlig riktning och järnvägen (Savolaxbanan) i kommunens västra del.
Författaren Juhani Aho föddes och växte upp i den 1839 uppförda Väärni prästgård i Lapinlax, som idag är byggnadsminnesförklarad.

## Etymologi
Namnet Lapinlax används på svenska vid sidan av Lapinlahti. I Nordisk familjeboks andra upplaga används stavningen Lapinlaks. Enligt Institutet för de inhemska språkens förteckning över svenska ortnamn i Finland är namnet Lapinlax föråldrat.  Det officiella svenska namnet är Lapinlahti.

## Politik

### Mandatfördelning i Lapinlahti kommun, valen 1976–2021
| 7 | 2 | 2 | 13 | 3 |

| 6 | 2 | 3 | 13 | 3 |

| 5 | 3 | 3 | 13 |  | 2 |

| 6 | 5 | 3 | 17 |  | 3 |

| 6 | 5 | 2 | 3 | 16 |  | 2 |

| 5 | 5 | 2 | 19 | 2 | 2 |

| 4 | 4 |  |  | 13 |  | 3 |

| 4 | 4 |  | 13 |  | 4 |

| 16 | 11 |

| 4 | 4 |  | 2 | 12 |  | 3 |

| 16 | 11 |

| 3 | 4 |  |  | 7 | 15 |  | 3 |

| 23 | 12 |

| 3 | 3 |  | 5 | 13 | 4 | 2 |

| 22 | 9 |

| 3 | 2 |  | 7 | 12 | 4 | 2 |

| 21 | 10 |

## Ekonomi
Främsta arbetsgivare i Lapinlax är kommunen (c:a 450 anställda) och mejeriföretaget Valios produktionsanläggningar (c:a 300 anställda).

## Befolkningsutveckling
| Befolkningsutvecklingen i Lapinlahti kommun 1975–2020                                                        | Befolkningsutvecklingen i Lapinlahti kommun 1975–2020 | Befolkningsutvecklingen i Lapinlahti kommun 1975–2020 | Befolkningsutvecklingen i Lapinlahti kommun 1975–2020 | Befolkningsutvecklingen i Lapinlahti kommun 1975–2020 |
| --- | ----------------------------------------------------- | ----------------------------------------------------- | ----------------------------------------------------- | ----------------------------------------------------- |
| |                                                       |                                                       |                                                       |                                                       |
| År |                                                       |                                                       | Folkmängd                                             |                                                       |
| 1975 | 1975                                                  |                                                       | 11 586                                                |                                                       |
| 1980 | 1980                                                  |                                                       | 11 392                                                |                                                       |
| 1985 | 1985                                                  |                                                       | 11 608                                                |                                                       |
| 1990 | 1990                                                  |                                                       | 11 569                                                |                                                       |
| 1995 | 1995                                                  |                                                       | 11 511                                                |                                                       |
| 2000 | 2000                                                  |                                                       | 11 082                                                |                                                       |
| 2005 | 2005                                                  |                                                       | 10 581                                                |                                                       |
| 2010 | 2010                                                  |                                                       | 10 412                                                |                                                       |
| 2015 | 2015                                                  |                                                       | 9 982                                                 |                                                       |
| 2020 | 2020                                                  |                                                       | 9 358                                                 |                                                       |
| Anm: Uppgifterna avser förhållandena den 31 december nämnda år enligt områdesindelningen den 1 januari 2022. |                                                       |                                                       |                                                       |                                                       |